# LGALS4
LGALS4 (англ. Galectin 4) – білок, який кодується однойменним геном, розташованим у людей на короткому плечі 19-ї хромосоми. Довжина поліпептидного ланцюга білка становить 323 амінокислот, а молекулярна маса — 35 941.
| 10         |  | 20         |  | 30         |  | 40         |  | 50         |
| ---------- |  | ---------- |  | ---------- |  | ---------- |  | ---------- |
| MAYVPAPGYQ |  | PTYNPTLPYY |  | QPIPGGLNVG |  | MSVYIQGVAS |  | EHMKRFFVNF |
| VVGQDPGSDV |  | AFHFNPRFDG |  | WDKVVFNTLQ |  | GGKWGSEERK |  | RSMPFKKGAA |
| FELVFIVLAE |  | HYKVVVNGNP |  | FYEYGHRLPL |  | QMVTHLQVDG |  | DLQLQSINFI |
| GGQPLRPQGP |  | PMMPPYPGPG |  | HCHQQLNSLP |  | TMEGPPTFNP |  | PVPYFGRLQG |
| GLTARRTIII |  | KGYVPPTGKS |  | FAINFKVGSS |  | GDIALHINPR |  | MGNGTVVRNS |
| LLNGSWGSEE |  | KKITHNPFGP |  | GQFFDLSIRC |  | GLDRFKVYAN |  | GQHLFDFAHR |
| LSAFQRVDTL |  | EIQGDVTLSY |  | VQI        |  |            |  |            |

A: Аланін

C: Цистеїн

D: Аспарагінова кислота

E: Глутамінова кислота

F: Фенілаланін

G: Гліцин

H: Гістидин

I: Ізолейцин

K: Лізин

L: Лейцин

M: Метіонін

N: Аспарагін

P: Пролін

Q: Глутамін

R: Аргінін

S: Серин

T: Треонін

V: Валін

W: Триптофан

Кодований геном білок за функцією належить до фосфопротеїнів. 
Білок має сайт для зв'язування з лектинами. 